# Саралідзе Гіоргі Анзорович
Гіо́ргі Анзо́рович Саралі́дзе (8 вересня 1977 — 31 жовтня 2017) — молодший сержант Збройних сил України, учасник російсько-української війни, підполковник грузинської армії.

## Життєпис
Народився 1977 року в місті Тбілісі (Грузія). Брав участь у бойових діях під час грузино-абхазького конфлікту — 1991 року був у Легіоні грузинських соколів, з 14-ти років — у Національній гвардії (де служив його батько, який загинув у бою 1992 року). Закінчив розвідувальний факультет військової академії у Тбілісі. Згодом навчався на факультеті контррозвідки військової академії у Стамбулі. Захоплювався ножами, писав вірші.
Бав участь у миротворчих місях НАТО в Афганістані та Іраку. 2008 року у лавах грузинської армії захищав територіальну цілісність Грузії.
2014 року став на захист українського народу, з серпня — доброволець 2-ї роти полку спецпризначення «Азов»; командир розвідгрупи. В квітні 2015 року зазнав важкого поранення у боях за Широкине. В часі лікування зустрів свою майбутню дружину. Травнем 2016-го повернувся до війська — вступив на контрактну службу в ЗСУ. Організував групу глибинної розвідки у 92-ій бригаді з «азовців» та інших добровольців — командир розвідвзводу 2-го мехбату. Восени 2017 року, коли 92-гу бригаду вивели з фронту на ротацію, перевівся з побратимами до 42-го батальйону та залишився на передовій. Молодший сержант, старший навідник гранатометного відділення протитанкового взводу роти вогневої підтримки 42-го батальйону «Рух Опору», 57-ма бригада.
31 жовтня 2017 року вранці загинув у боєзіткненні поблизу селища Опитне (Ясинуватський район) — його розвідгрупа Георгія проводила перевірку території «сірої зони» перед опорним пунктом поблизу ДАПу та потрапила у засідку. Внаслідок прямого влучення з великокаліберного кулемета ворожого БТР Гіоргі загинув, ще один боєць зазнав поранення.
Похований у Запоріжжі на кладовищі Святого Миколая.
Без Гіоргі лишились мама і дружина у Запоріжжі.

## Нагороди та вшанування
- указом Президента України № 12/2018 від 22 січня 2018 року «за особисту мужність і високий професіоналізм, виявлені у захисті державного суверенітету та територіальної цілісності України, вірність військовій присязі» — нагороджений орденом «За мужність» III ступеня (посмертно)[1].
- 9 грудня 2017 року на честь Гіоргі Саралідзе названо зірку в сузір'ї Діви.